# La Nouvelle Revue française
La Nouvelle Revue française (Новое французское обозрение, нередко в сокращённом виде — NRF) — французский литературный журнал, который некогда пользовался огромным влиянием, особенно в период между мировыми войнами.

## История
Основан в 1908 году по инициативе Шарля-Луи Филиппа группой творческой молодежи, в том числе Жаком Копо, Андре Жидом и Жаном Шлюмберже.
Первый номер, предназначенный для публики, вышел 1 февраля 1909 года. С 1911 издателем журнала стал Гастон Галлимар, его и сегодня выпускает издательский дом Галлимар. Среди его книжных серий — серия NRF.
Журнал не издавался в годы Первой мировой войны и в десятилетие 1943—1953 (по обвинению в коллаборационизме). Многие годы выходил ежемесячно, с 1999 выпускается ежеквартально.

## Главные редакторы
- 1908—1914 — Андре Жид
- 1919—1925 — Жак Ривьер
- 1925—1940 — Жан Полан
- 1940—1943 — Пьер Дриё Ла Рошель
- 1953—1968 — Жан Полан и Марсель Арлан
- 1968—1977 — Марсель Арлан
- 1977—1987 — Жорж Ламбрикс
- 1987—1996 — Жак Реда
- 1996—1999 — Бертран Визаж
- 1999—2009 — Мишель Бродо

## Избранные авторы
Среди авторов журнала в разные годы были:
- Джорджо Агамбен
- Артюр Адамов
- Висенте Алейксандре
- Жоржи Амаду
- Иво Андрич
- Гийом Аполлинер
- Луи Арагон
- Хосе Мария Аргедас
- Рейнальдо Аренас
- Антонен Арто
- Анна Ахматова
- Анри Барбюс
- Алессандро Барикко
- Пио Бароха
- Ролан Барт
- Жорж Батай
- Ингеборг Бахман
- Гастон Башляр
- Сэмюэл Беккет
- Сол Беллоу
- Готфрид Бенн
- Вальтер Беньямин
- Хосе Бергамин
- Анри Бергсон
- Антуан Берман
- Корина Бий
- Морис Бланшо
- Александр Блок
- Роберто Боланьо
- Ив Бонфуа
- Иосиф Бродский
- Михаил Булгаков
- Габриэль Бунур
- Поль Бурже
- Мишель Бютор
- Поль Валери
- Федерико Гарсиа Лорка
- Робер Деснос
- Жан Жироду
- Марсель Жуандо
- Жан Клер
- Поль Клодель
- Валери Ларбо
- Жан-Мари Гюстав Леклезио
- Андре Мальро
- Надежда Мандельштам
- Осип Мандельштам
- Роже Мартен дю Гар
- Франсуа Мориак
- Кэндзабуро Оэ
- Борис Пастернак
- Жорж Перек
- Франсис Понж
- Марсель Пруст
- Ромен Роллан
- Дени де Ружмон
- Жан-Поль Сартр
- Сен-Жон Перс
- Антуан де Сент-Экзюпери
- Жюль Сюпервьель
- Антонио Табукки
- Рабиндранат Тагор
- Дилан Томас
- Далтон Тревизан
- Юрий Трифонов
- Мишель Турнье
- Леон-Поль Фарг
- Анатоль Франс
- Марина Цветаева
- Клод Эстебан